# Ливаден блатар
Ливадният блатар (Circus pygargus) е средно голяма дневна граблива птица от семейство Ястребови (Accipitridae). Има изразен полов диморфизъм.

## Физическа характеристика
- Дължината на тялото – 42 – 46 cm.
- Размаха на крилете – 115 – 125 cm.
- Тегло – 330 – 420 гр.

## Разпространение и местообитание
Среща се в Европа (включително България), Азия и Африка. Обитава обширни открити местности, обикновено полета и низини, но се среща и на места с надморска височина от над 1500 м. в централна Азия.

## Начин на живот и хранене
Прелетна птица. Храни се с дребни животни, като бозайници, птици, гущери и насекоми. Когато почива каца на земята.

## Поведение
Това е мигрираща птица, която зимува в Субсахарска Африка и Южна Азия. Тя напуска размножителните места през август и септември, като започва своето мигриране на обратно през март и април. Обикновено ливадният блатар ловува самостоятелно, въпреки това, понякога се събират при наличие на голямо количество храна на често от ята наброяващи над 50 птици, понякога заедно с C. macrourus и C.aeruginosus.

## Размножаване
- Гнездо – на земята, сред висока растителност като: тръстика, трева или в някой храст.
- Яйца – 3 – 5 броя, мръснобели.
- Мътене – около 30 дни, само женската. Малките се излюпват в хронологичен ред на снасянето на яйцата и напускат гнездото на около 35 дни (въпреки че още на двуседмична възраст могат при опасност да избягат от гнездото и да се скрият наблизо сред гъста растителност). По време на мътенето и в първите дни след излюпването мъжкия носи храна на женската и малките. Женската излиза от гнездото, среща се с него, приема храната и тогава се връща. Когато се приближи към гнездото човек или хищник, мъжкия обикаля около него с крясъци. Родителите хранят малките още известно време след като напуснат гнездото. Отглеждат едно люпило годишно.
- Моногамни птици.

## Природозащитен статут
- Червен списък на световнозастрашените видове (IUCN Red List) – Незастрашен (Least Concern LC)[4]

В Европа и България е включен в Червената книга вид.